# District de Jiancaoping
Le district de Jiancaoping (尖草坪区 ; pinyin : Jiāncǎopíng Qū) est une subdivision administrative de la province du Shanxi en Chine. Il est placé sous la juridiction de la ville-préfecture de Taiyuan.